# David Mallet
David Victor Mark Mallet (West Horsley, 17 dicembre 1945) è un regista britannico.
Si è occupato principalmente di video musicali e concerti live. Si è specializzato come regista negli Stati Uniti.
Tra i principali artisti con cui ha collaborato ricordiamo: Tina Turner, David Bowie, Queen e gli AC-DC.
Tra i suoi successi vi è l'innovativo Ashes to Ashes di David Bowie e Radio Ga Ga e I Want to Break Free dei Queen. 
Ha anche lavorato come produttore in programmi televisivi tra i quali The Kenny Everett Video Show. Nel 1994 ha diretto l'ultimo grande concerto dei Pink Floyd, Pulse del quale nel 2005 ne è stato realizzato un DVD.

## Videografia

### Video musicali
Come regista:
- Queen: Bicycle Race (1978)
- Blondie: Hanging on the Telephone (1978)
- Boomtown Rats: Rat Trap (1979)
- David Bowie: Boys Keep Swinging (1979)
- David Bowie: DJ (1979)
- David Bowie: Look Back in Anger (1979)
- Peter Gabriel: Games Without Frontiers (1980)
- David Bowie: Ashes to Ashes (1980; diretto con David Bowie)
- David Bowie: Fashion (1980)
- Boomtown Rats: I Don't Like Mondays (1980)
- Queen and David Bowie: Under Pressure (1981)
- David Bowie: Wild Is the Wind (1981)
- Def Leppard: Photograph (1982)
- Def Leppard: Rock of Ages (1982)
- Billy Idol: White Wedding (1982)
- Def Leppard: Foolin' (1983)
- David Bowie: Let's Dance (1983; diretto con David Bowie)
- David Bowie: China Girl (1983; diretto con David Bowie)
- Tina Turner: Let's Stay Together (1983)
- Queen: Radio Ga Ga (1984; filmed 1983)
- Def Leppard: Bringin' on the Heartbreak (1984)
- Rush: Distant Early Warning (1984)
- Def Leppard: Me and My Wine (1984)
- Scorpions: Rock You Like a Hurricane (1984)
- Queen: I Want to Break Free (1984)
- Queen: Hammer to Fall (1984)
- David Bowie: Loving the Alien (1984; diretto con David Bowie)
- Billy Idol: Eyes Without a Face (1984)
- Billy Idol: Catch My Fall (1984)
- Kool and the Gang: Fresh (1984)
- Culture Club: Mistake No.3 (1984)
- Freddie Mercury: I Was Born to Love You (1985)
- Freddie Mercury: Made in Heaven (1985)
- David Bowie and Mick Jagger: Dancing in the Street (1985)
- Kiss: Tears Are Falling (1985)
- Queen: Who Wants to Live Forever (1986)
- AC/DC: You Shook Me All Night Long (1986)
- AC/DC: Who Made Who (1986)
- AC/DC: Heatseeker (1987)
- Freddie Mercury: The Great Pretender (1987)
- Freddie Mercury and Montserrat Caballé: Barcelona (1987)
- Queen: I Want It All (1989)
- AC/DC: Thunderstruck (1990)
- AC/DC: Moneytalks (1990)
- AC/DC: Are You Ready (1991)
- AC/DC: Dirty Deeds Done Dirt Cheap (1991)
- AC/DC: Highway to Hell (1991)
- Erasure: Chorus (1991)
- Erasure: Love to Hate You (1991)
- INXS: Shining Star (1991)
- AC/DC: Big Gun (1993)
- Roger Taylor: Nazis 1994 (1994)
- AC/DC: Hard as a Rock (1995)
- AC/DC: Cover You in Oil (1995)
- AC/DC: Hail Caesar (1995)
- David Bowie: Hallo Spaceboy (1996)
- Janet Jackson: You (1998)
- Scorpions: To Be No. 1 (1999)
- AC/DC: Rock 'N Roll Train (2008)
- AC/DC: Anything Goes (2009)
- AC/DC: Shoot to Thrill (2010)
- Joan Jett: Bad Reputation
- Joan Jett: Crimson and Clover
- Joan Jett: Fake Friends
- Joan Jett: French Song
- Joan Jett: Do You Wanna Touch Me? (Oh Yeah!)
- Joan Jett: Everyday People
- Joan Jett: I Love Your Love Me Love
- Sheila: Little Darlin'
- Sheila: Put it in writing

### Video concerti
- Blondie: Eat to the Beat (1980)
- Jethro Tull: Slipstream (1981; filmato nel 1980)
- Asia: Asia in Asia (1984; filmed 1983)
- David Bowie: Serious Moonlight (1984/2006; filmato nel 1983)
- Rush: Grace Under Pressure Live (1986/2006; filmato nel 1984)
- Tina Turner: Break Every Rule (1986; live)
- Tina Turner: Nice N Rough (1982; Live)
- Tina Turner: Wildest Dreams Live in Amsterdam (1996; Live)
- Tina Turner: Tina Live! (2009; Live)
- David Bowie: Glass Spider (1988/2007; filmed 1987)
- Madonna: Blond Ambition World Tour Live (1990)
- INXS: Live Baby Live (1991)
- AC/DC: Live at Donington (1992/2003/2007; filmato nel 1991)
- Erasure: The Tank, the Swan and the Balloon (1993; filmed 1992)
- Queen+: The Freddie Mercury Tribute Concert (1993/2002; filmato nel 1992)
- U2: Zoo TV: Live from Sydney (1994/2006; filmato nel 1993)
- Pink Floyd: Pulse (1995/2006; filmato nel 1994)
- The Rolling Stones: Voodoo Lounge (1995; filmato nel 1994)
- AC/DC: No Bull (1996/2008; filmato nel 1996)
- Sarah Brightman: Sarah Brightman: In Concert (1997)
- U2: PopMart: Live from Mexico City (1998/2007; filmato nel 1997)
- Phil Collins: Live and Loose in Paris (1998; filmato nel 1997)
- Cirque du Soleil: Quidam (1999)
- Luis Miguel: Vivo (2000)
- Sarah Brightman: La Luna Live in Concert (2000; filmato nel 2000)
- Cirque du Soleil: Dralion (2001)
- David Gilmour: David Gilmour in Concert (2002)
- Sarah Brightman: The Harem World Tour Live From Las Vegas (2004; filmato nel 2004)
- Queen + Paul Rodgers: Return of the Champions (2005)
- Cirque du Soleil: La Nouba (2005)
- Jeff Wayne: Jeff Wayne's Musical Version of The War of the Worlds (2007; filmato nel 2006)
- David Gilmour: Remember That Night: Live at the Royal Albert Hall (2007; filmato nel 2006)
- Michael Flatley: Lord of the Dance (2007, filmato nel 1996)
- Elton John: Elton 60 - Live at Madison Square Garden (2007; filmato nel 2007)
- Genesis: When in Rome 2007 (2008; filmato nel 2007)
- Michael Flatley: Feet of Flames (2007, filmato nel 1998)
- Queen + Paul Rodgers: Live in Ukraine (2009, filmato nel 2008)
- Cher: Do You Believe? Tour
- Barry Manilow: Music and Passion
- Michael Flatley: Celtic Tiger Live' (2007, show filmato nel 2005)
- Cirque du Soleil: Delirium (2008)
- AC/DC: Live at River Plate (Black Ice Tour) (2011, show filmato nel 2009)